# Shinobu Akiyama
Shinobu Akiyama (japonès: 秋山 忍, Akiyama Shinobu; 1957) és una botànica japonesa. És curadora i desenvolupa activitats en el Jardí Botànic Koishikawa. És coautora de la Flora de la Xina en les famílies Balsaminaceae i Saxifragaceae i del Japó.

## Algunes publicacions
- 1955. Carcises of the Far Eastern Region of Àsia

### Llibres
- 2002. Magnoliaceae, Annonaceae, Schisandraceae, Illiciaceae, Cercidiphyllaceae, Berberidaceae, Lardizabalaceae, Menispermaceae, Nymphaeaceae. Catalogue 11 of the type specimens preserved in the Herbarium of Dep. of Bot. in the Univ. Museum Tòquio. Amb Akiko Shimizu, Hideaki Ohba, Shinobu Akiyama. 43 pàg.

- 2001. Violaceae. Catalogue 8 of the type specimens preserved in the Herbarium of Department of Botany in the Univ. Museum Tòquio. Material reports 44, Sōgō-Kenkyū-Shiryōkan Tōkyō. Amb Hideaki Ohba. 205 pàg.

- 1994. Name List of the Flowering Plants and Gymnosperms of Nepal. Material reports 32. Amb Hidehisa Koba, Yasuhiro Endo. Editor Univ. Museum Tòquio, 	569 pàg.

- 1992. The alpine flora of the Jaljale Himal, east Nepal. Nature and culture 4. Amb Hideaki Ohba. Editor Univ. Museum Tòquio, 83 pàg.

- 1988. A revision of the genus Lespedeza section Macrolespedeza (leguminosae). Bull. 3 (Tōkyō Daigaku. Sōgō Kenkyū Shiryōkan). Editor Univ. Museum, Univ. of Tòquio, 170 pàg.

### Editora
- 2004. Proc. of the Fifth and Sixth Symposia on Collection Building and Natural History Studies in Asia and the Pacific Rim. Nat. Sci. Museum monographs 24. Autor Kokuritsu Kagaku Hakubutsukan. Coeditor National Science Museum, 292 pàg. ISBN  4878030089